# Bert Even
Bert Even, eigentlich Paul Hubert Even, (* 14. März 1925 in Krefeld; † 12. März 2016) war ein deutscher Politiker (CDU) und Präsident des Bundesverwaltungsamtes.

## Leben
Even besuchte zunächst Volksschule und Realgymnasium in Krefeld. Nach dem Umzug seiner Familie nach Düsseldorf besuchte er ab 1938 die dortige städtische Oberschule, auf der er 1943 sein Abitur ablegte. Während des Nationalsozialismus engagierte er sich in der römisch-katholischen Jugendbewegung. Nach dem Abitur nahm er bis zum Kriegsende am Zweiten Weltkrieg teil, dabei wurde er zweimal verwundet und geriet gegen Kriegsende in Gefangenschaft.
Noch 1945 nahm Even ein Studium der Rechtswissenschaften an der Universität zu Köln auf. 1947 trat er in den wissenschaftlichen katholischen Studentenverein Unitas-Düsseldorf ein. Nach dem ersten Staatsexamen 1949 wurde er 1951 in Köln mit einer Arbeit über Das Widerstandsrecht des Staatsbürgers promoviert. Nach der großen juristischen Staatsprüfung 1953 trat er 1954 als Regierungsassessor in den Dienst des Regierungspräsidiums Düsseldorf.
1969 wurde Even Präsident des Bundesverwaltungsamtes. 1985 übernahm er in Bad Homburg vor der Höhe zusätzlich die Präsidentschaft des Bundesausgleichsamtes. Beide Ämter hatte er bis zu seiner Pensionierung 1990 inne.

## Politische Laufbahn
Bereits 1946 trat Even der CDU und der Jungen Union bei. In Letzterer war Even von 1949 bis 1962 Landesvorsitzender im Rheinland und von 1961 bis 1963 Bundesvorsitzender, nachdem er bereits seit 1955 stellvertretender Bundesvorsitzender gewesen war. In den Jahren 1956 bis 1969 gehörte er dem Bundesparteiausschuss und dem Bundesvorstand der CDU an.
Even war er von 1957 bis 1969 Mitglied des Deutschen Bundestages und dort von 1965 bis 1969 stellvertretender Vorsitzender des Innenausschusses. Vom 18. April 1967 bis zu seinem Ausscheiden aus dem Parlament gehörte Even als Vorsitzender des Fraktionsarbeitskreises Allgemeine und Rechtsfragen dem engeren Vorstand der CDU/CSU-Bundestagsfraktion an. Er vertrat den Wahlkreis Düren im Parlament.